# Régnier Pot
Pour les articles homonymes, voir Pot.
Régnier Pot (vers 1362 - 1432), seigneur de La Prugne, de La Roche-Nolay (actuellement La Rochepot), Thorey, Chamelard, Melissey, Courcelles-le-Roi, chambellan du duc d'Orléans (1394), conseiller et chambellan des ducs de Bourgogne, gouverneur du Dauphiné (1409-1414), conseiller de Charles VI (1407), était un chevalier de la famille Pot et l'un des plus importants conseillers à la cour des ducs de Bourgogne.

## Biographie

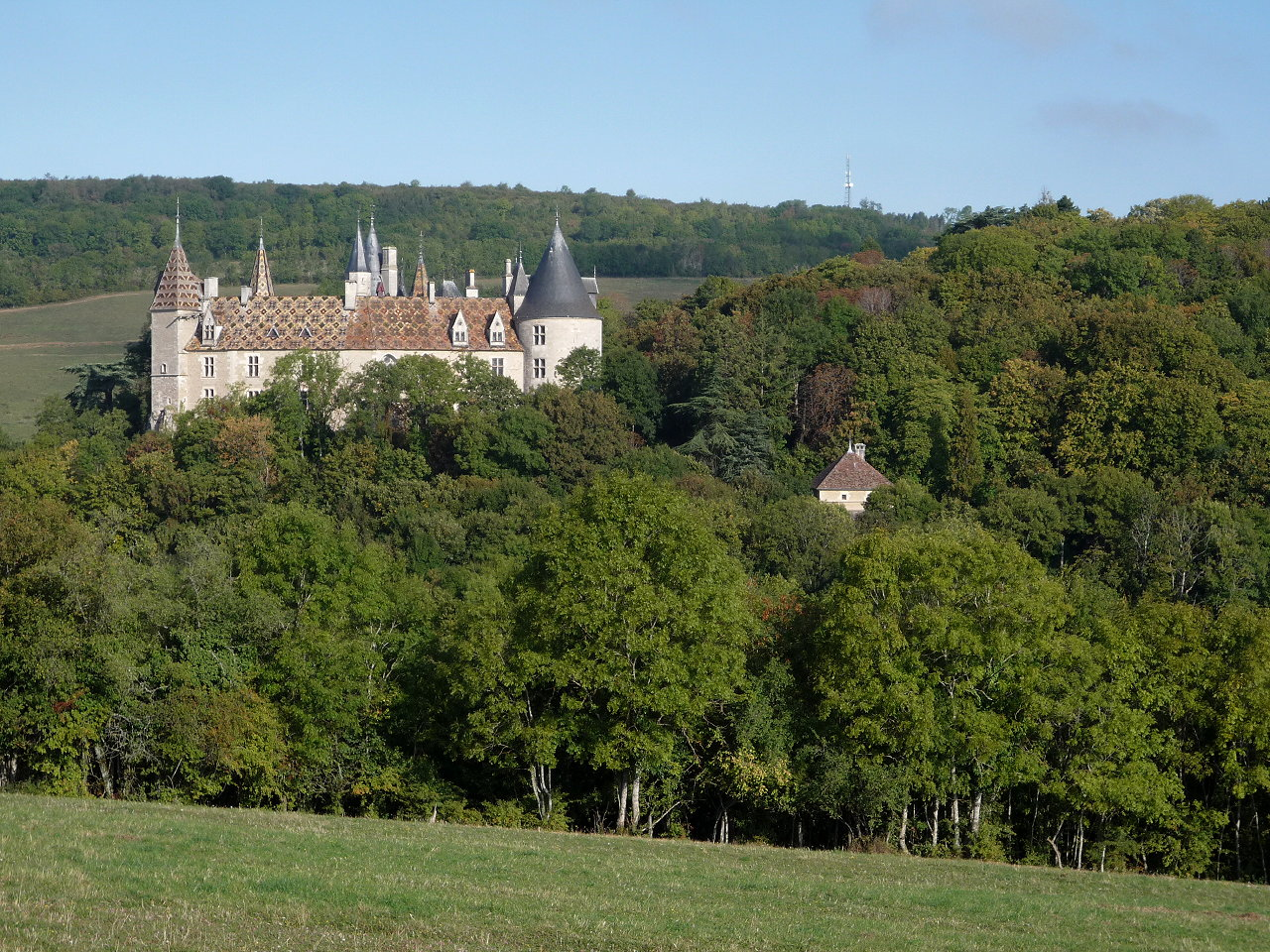
Le château de la Rochepot.

Le chevalier Régnier Pot avait hérité, de son père, de la seigneurie de La Prugne. Régnier Pot fut envoyé en Prusse au service des grands maîtres de 1389 à 1391. À son retour, Philippe le Hardi le surnomme Palamède, chevalier de la table ronde, pour un fait d'armes qui ne nous est pas parvenu. Il participa à la croisade (et au désastre) de Nicopolis en 1396, où périrent ses deux demi-frères, Guy et Guillaume de la Trémoille. Il fut fait prisonnier en même temps que Jean sans Peur, dont il négocia la rançon et la libération.
Son voyage en Bulgarie donna lieu à une légende qui lui est attribuée : sa libération aurait été liée à un combat contre deux lions. Un vitrail de Notre-Dame de Dijon rappelle cette légende (vitrail central du transept sud, panonceau du bas).
C'est sans doute peu après son retour de croisade que Régnier Pot adopta la version définitive de ses armes, qui sont « écartelé aux 1 et 4 d’or à la fasce d’azur (Pot), aux 2 et 3  échiqueté d’argent et de sable à 2 badelaires de gueules posées en bandes, pommetées, croisées, virolées et clouées d’or, les liens de gueule en sautoir brochant sur l’échiqueté ». Le premier sceau connu de lui après son retour (vers 1406) porte en effet ces armes. Ce nouvel écu a excité la curiosité des héraldistes. Les recherches de plusieurs d’entre eux (Max Prinet en 1930 et 1932, Jean-Bernard de Vaivre en 1975, et Michel Pastoureau en 2006) ont permis de déterminer que l’écartelé au 2 et 3 est l’écu de Palamède, chevalier de la table ronde, qui est échiqueté de sable et d’argent, en référence à un autre Palamède de la mythologie grecque qui serait l’inventeur du jeu d'échecs. Régnier Pot aurait ajouté cet écartelé en référence à sa comparaison à Palamède par Philippe le Hardi, en y ajoutant les badelaires, épées sarrasines, pour en augmenter l’effet dramatique, et rappeler la croisade de Nicopolis.
À son retour de croisade en 1402, il est nommé conseiller ducal et chancelier de Bourgogne. Il servira successivement Philippe le Hardi, Jean sans Peur, puis en 1427 Philippe III le Bon. Il suivit Jean sans Peur après que celui-ci ait reconnu avoir fait assassiner le duc d'Orléans (1407). Il entrera également dans le conseil du roi Charles VI (1407).
Il acheta, le 15 septembre 1403, au prix 4 000 écus d'or, la seigneurie de La Roche-Nolay, qui deviendra La Rochepot.
Maître d'hôtel (échanson) du duc Philippe III le bon, il était Conseiller ducal (1427).
Il a également été gouverneur du Dauphiné, (8 janvier 1410 à juin ou juillet 1414) et accomplit une mission de pacification en Languedoc (1411-1412), capitaine de Parthenay (1417), ainsi qu'ambassadeur en Hongrie, où il accomplit 9 voyages, dont l'un en 1408 pour négocier le mariage du duc de Brabant (Antoine de Bourgogne, fils de Philippe le hardi) avec Élisabeth de Goerlitz.
Comme l'un des proches confidents de Philippe III le Bon en 1430, et en récompense des services rendus à la maison de Bourgogne, il fut le second chevalier nommé dans la première promotion de l'Ordre de la Toison d'or.
Il fut inhumé avec son fils Jacques dans la chapelle St-Pierre de Nolay. Le monument funéraire a été détruit à la révolution, il en reste un dessin réalisé par Palliot, et un vestige de la plaque funéraire dans cette église.

## Titres
- Seigneur de La Prugne-au-Pot (héritage), la Roche de Nolay (achat 1403), Thorey en Tonnerrois, Chamelard et Mélisey (achat 1398 et 1399), Courcelles-le-Roi (don de Marie de Sully, belle-sœur de Régnier Pot, en 1400), Vieil-Castel, Cruzy-le-Châtel, S-Romain et Maulnes (don du duc de Jean-sans-Peur en 1405 et 1416), Champroy (héritage), Bourguignon-lès-Bar-sur-Seine (achat 1407)

## Décorations
- Brevet no 3 (après le grand maître fondateur de l'Ordre, Philippe III de Bourgogne et Guillaume de Vienne), de chevalier de l'ordre de la Toison d'or (1430).

## Armoiries
| Figure | Blasonnement |
|        | Armes de la famille Pot D'or, à la fasce d'azur. |
|        | Armes de Régnier Pot (jusqu'en 1397) D'or à la fasce d'azur, à la bordure de gueules, |
|        | Armes de Régnier Pot (à partir de 1406) Écartelé, aux 1 et 4 d'or à la fasce d'azur, aux 2 et 3 échiqueté d'argent et de sable à deux badelaires de gueules posés en bande, pommetés, virolés, rivés d'or, aux ceinturons de gueules bouclés d'or., |

## Vie familiale
Régnier Pot était le fils de Guillaume III Pot ( † avant 1390), seigneur de La Prugne, du Balathier, de Champrois et de Piégu, et Radegonde de Guénant, qui était veuve de Guy V de la Trémoille, et avait eu de lui 3 fils, Guy, Guillaume et Pierre de la Trémoille. Guillaume III Pot était fils de Guillaume II Pot, et Blanche de La Trémoille, fille de Guy IV de La Trémoille, seigneur de Vouhec.
Nous savons peu de choses sur sa première épouse. Il est probable qu'elle fut liée à la famille de Courtiambles.
Il épousa, le 29 novembre 1392 à Vincennes Catarina d'Anguissola, dame de compagnie qui avait suivi en France Valentine Visconti (1368-1408), épouse de Louis Ier, duc d'Orléans. Catarina Anguissola était la fille de Giovanni Anguissola et de Beatrice Visconti, elle-même fille de Galeazzo II Visconti, seigneur de Milan, et de sa maîtresse Malgarola da Lucino. Beatrice Visconti était donc la demi-sœur de Gian-Galezzao Visconti, père de Valentine Visconti, et Catarina Anguissola la cousine de cette dernière. Par ce mariage, la famille Pot devint apparentée aux rois de France, le père de Galéas II Visconti, Étienne Visconti, étant l'arrière-grand-père d'Isabeau de Bavière, épouse de Charles VI. Le fils de Régnier Pot, Jacques Pot, brisa son blason avec une fleur de Lys pour rappeler cette parenté. Plus tard, Louis XII, petit-fils de Valentine Visconti, devenu roi de France, appelait Louis Pot, petit-fils de Régnier Pot et évêque de Tournai, son cousin.
Le seul enfant de ce mariage fut Jacques Pot ( † 1458), père de Philippe Pot.